# Vromos Island
Vromos Island (englisch; bulgarisch остров Вромос ostrow Wromos) ist eine in ost-westlicher Ausrichtung 600 m lange und 260 m breite Insel vor der Nordwestküste der Anvers-Insel im Palmer-Archipel vor der Westküste der Antarktischen Halbinsel. Sie liegt 5,32 km ostnordöstlich des Giard Point, 11,45 km südlich des Quinton Point und 0,22 km nördlich von Trebishte Island in der Perrier-Bucht.
Britische Wissenschaftler kartierten sie 1980. Die bulgarische Kommission für Antarktische Geographische Namen benannte sie 2013 nach einer Bucht an der bulgarischen Schwarzmeerküste.